# Fanfare for the Comic Muse
Fanfare for the Comic Muse è il primo album in studio del gruppo musicale nordirlandese The Divine Comedy, pubblicato nel 1990.

## Tracce
1. Ignorance Is Bliss – 3:42
2. Indian Rain – 3:24
3. Bleak Landscape – 3:40
4. Tailspin – 2:44
5. The Rise and Fall – 4:21
6. Logic vs Emotion – 4:34
7. Secret Garden – 4:09

## Formazione
- Neil Hannon – voce, chitarra
- John McCullagh – basso, cori
- Kevin Traynor – batteria, percussioni